# チオシアン酸カリウム
チオシアン酸カリウム（—さん—、potassium thiocyanate）は化学式 KSCN で表される、チオシアン酸のカリウム塩である。

## 性質
常温では潮解性のある結晶性の固体。水に良く溶け、そのときの吸熱によってできる水溶液は非常に冷たくなる。エタノールやアセトンにも溶ける。

## 反応・用途
シアン化カリウムと単体硫黄を溶融するか、チオシアン酸アンモニウムと水酸化カリウムを反応させると得られる。
KCN + S  →  KSCN
NH
4SCN + KOH  →  KSCN + NH
4OH
チオシアン酸アンモニウムは二硫化炭素とアンモニアを加圧下で熱することによって合成できる。
CS
2 + 2 NH
3  →  NH
4SCN + H
2S
3価の鉄イオン (Fe3+) と反応して [Fe(SCN)(H
2O)
5]2+ の血赤色溶液を生じるので、その検出に用いられる。
Fe3+ + SCN−
 + 5H
2O  →  [Fe(SCN)(H
2O)
5]2+
他の用途として寒剤、殺虫剤や合成樹脂の原料、金属イオンの除去（ピックリング）が挙げられる。